# Bajo el suelo
Bajo el suelo es una canción del disco "Tus problemas crecen" (2004) del grupo español Boikot en la que se denuncia la violencia contra las mujeres.
“En el grupo siempre nos ha molestado la actitud de ciertos individuos que se creen muy machos y luego son una mierda-pinchá-en-un-palo." explica Alberto Pla, cantante y guitarrista de Boikot.
La letra está escrita por Paloma Pérez y Luisa Vázquez.
El estribillo “Aún sigo viva, aguanté tus golpes / reventando en mis entrañas tu miseria / Y volveré a ver el cielo / y tú estarás diez metros bajo el suelo” se ha convertido en uno de los himnos feministas.